# مترو روما

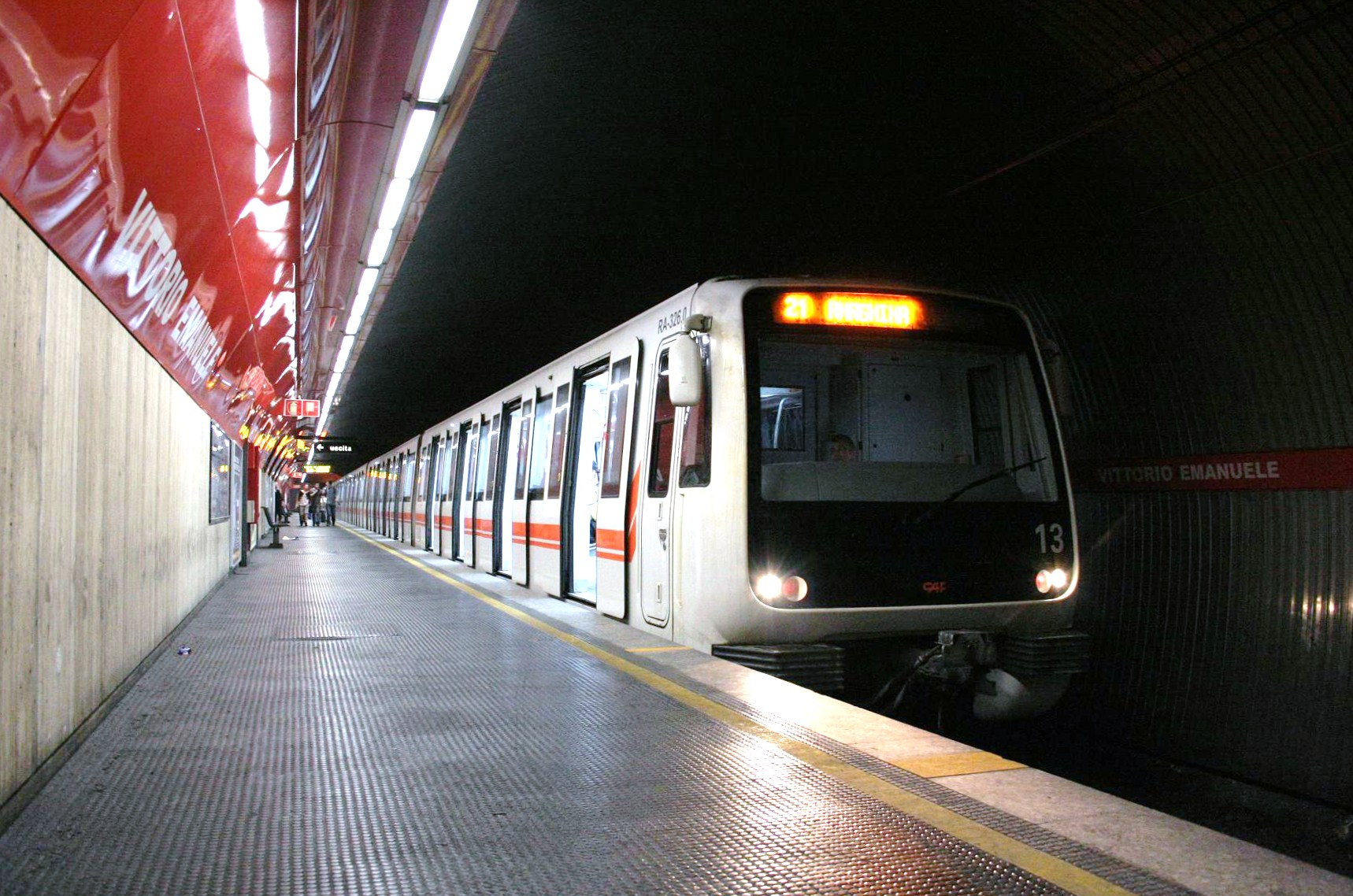
مترو روما

مترو روما (بالإيطالية:Metropolitana di Roma) هو وسيلة مواصلات عامة في روما عاصمة إيطاليا، أفتتح عام 1955 ، ويمتد خط المترو لمسافة 68 كم ويوجد به حاليا خطان وجاري العمل في إنشاء خط ثالث
.